# Saksahań (hromada Saksahań)
Saksahań (ukr. Саксагань) – wieś na Ukrainie, w obwodzie dniepropetrowskim, w rejonie kamjańskim, siedziba hromady. W 2001 liczyła 2603 mieszkańców, spośród których 2381 wskazało jako ojczysty język ukraiński, 203 rosyjski, 4 mołdawski, 1 węgierski, 9 białoruski, 2 ormiański, 1 jidysz, a 2 inny.

## Urodzeni
- Jurij Bereza